# Юрченко, Александр Владимирович
Александр Владимирович Юрченко (также Yurchenko, Jurčenko) (18 ноября 1904, Киев — 26 июня 1962, Мюнхен) — украинский правовед, историк права, политический деятель. Действительный член Научного общества имени Тараса Шевченко.

## Биография
Александр Юрченко родился в 1904 году.
Учился в Киевской реальной школе, а в 1926 году окончил Киевский институт народного хозяйства. Также экстерном окончил Киевский институт учёта и распределения.
С 1926 по 1931 годы был внештатным сотрудником Комиссии по изучению истории западно-русского и украинского права при ВУАН.
С 1927 года — в Комиссии советского права.
В начале 1930-х годов — научный сотрудник всесоюзного научно-исследовательского института табачных изделий (в Киеве). Также преподавал украинскую и русскую литературу в средней школе.
С 1944 года — в эмиграции.
В 1952 году защитил докторскую диссертацию по теме «Идеологические и правовые основы государственной организации советской Украины в их возникновении и развитии».
Работал в Украинском свободном университете: с 1948 года преподавателем; с 1949 по 1951 — доцентом; с 1953 — экстраординарным профессором, затем — ординарным профессором; с 1954 по 1957 — продеканом, с 1957 по 1958 — деканом факультета общественных наук.
Был действительным членом, старшим научным сотрудником, а заместителем главы Научного совета для изучения СССР (с 1954 по 1961 годы).
С 1952 по 1954 года был членом Украинского национального совета, с 1957 по 1962 годы — член исполнительного органа УНС.
Был активным членом Украинского национально-государственного союза.
Умер от травм, полученных при наезде автомобилем в 1962 году.

## Научная деятельность
Александр Юрченко написал ряд работ по истории права, в том числе исследования про правовой статус СССР и УССР, а также про правовые основания украинско-российских отношений в 1917—1922 годах.
Один из авторов Энциклопедии украиноведения.
Основные работы:
- Чинне право в Україні. Нарис основних засад. — Мюнхен, 1948. — Ч. 1; 1953. — Ч. 2.
- Ідеологічно-правні засади державної організації підсовєтської України. — Мюнхен, 1952
- Федеративні форми совєтської державної структури і їх ідеологічно-правні функції. — Мюнхен, 1952
- Проблематика національного і інтернаціонального в російському большевизмі. — Мюнхен, 1955
- Державно-політичний стан УССР у світлі сьогоднішніх совєтських концепцій // Наук. зб. УВУ. — Мюнхен, 1956. — Т. 6
- Природа і функція совєтських федеративних форм. — Мюнхен, 1956
- КПУ, її роль і завдання в боротьбі комуністичної диктатури за опанування України. — Мюнхен, 1962
- Українсько-російські стосунки після 1917 р. в правному аспекті. — Мюнхен, 1971.